# 舊天主教會
舊天主教會，也稱作老天主教會、古天主教會、復古天主教會、舊公教會、老公會等，是一支源流自天主教會的基督教獨立宗派，1870年代從天主教會独立而出，導因是不承認1869年至1870年的第一次梵蒂岡大公會議所公佈的教宗无谬误信條。該宗派的多數教會位於西歐，主要由使用德語的平信徒及教士組成。
「舊天主教」這項名稱最早出現於1853年，用以描述烏特勒支總主教轄下的教會，他們是不與教宗「共融」、即不處在教宗權威之下的公教會，而烏特勒支的舊天主教會總主教也一直具有首席地位。大多數的舊天主教會加入1889年成立的烏特勒支協進會，這是舊天主教會最主要的合作組織；但有部分加入烏特勒支協進會的舊天主教會同時與聖公宗完全共融，部分則同時為普世教會協會成員。現今在英國以及北美有使用英語的舊天主教會，他們與烏得勒支協進會並沒有「完全共融」。斯洛伐克的舊天主教會是歐洲大陸的舊天主教會的一項示範，他們主動加入烏得勒支協進會。

## 信仰
舊天主教神學認為，聖體聖事是教會的核心。從這一點來說，教會是信眾的共同體。所有的人都圍繞耶穌基督的犧牲互相的共融，做為主愛的最高表現。因此，慶祝聖體聖事是重現主的戰勝罪惡的經歷。

## 外部連結

### 舊天主教會

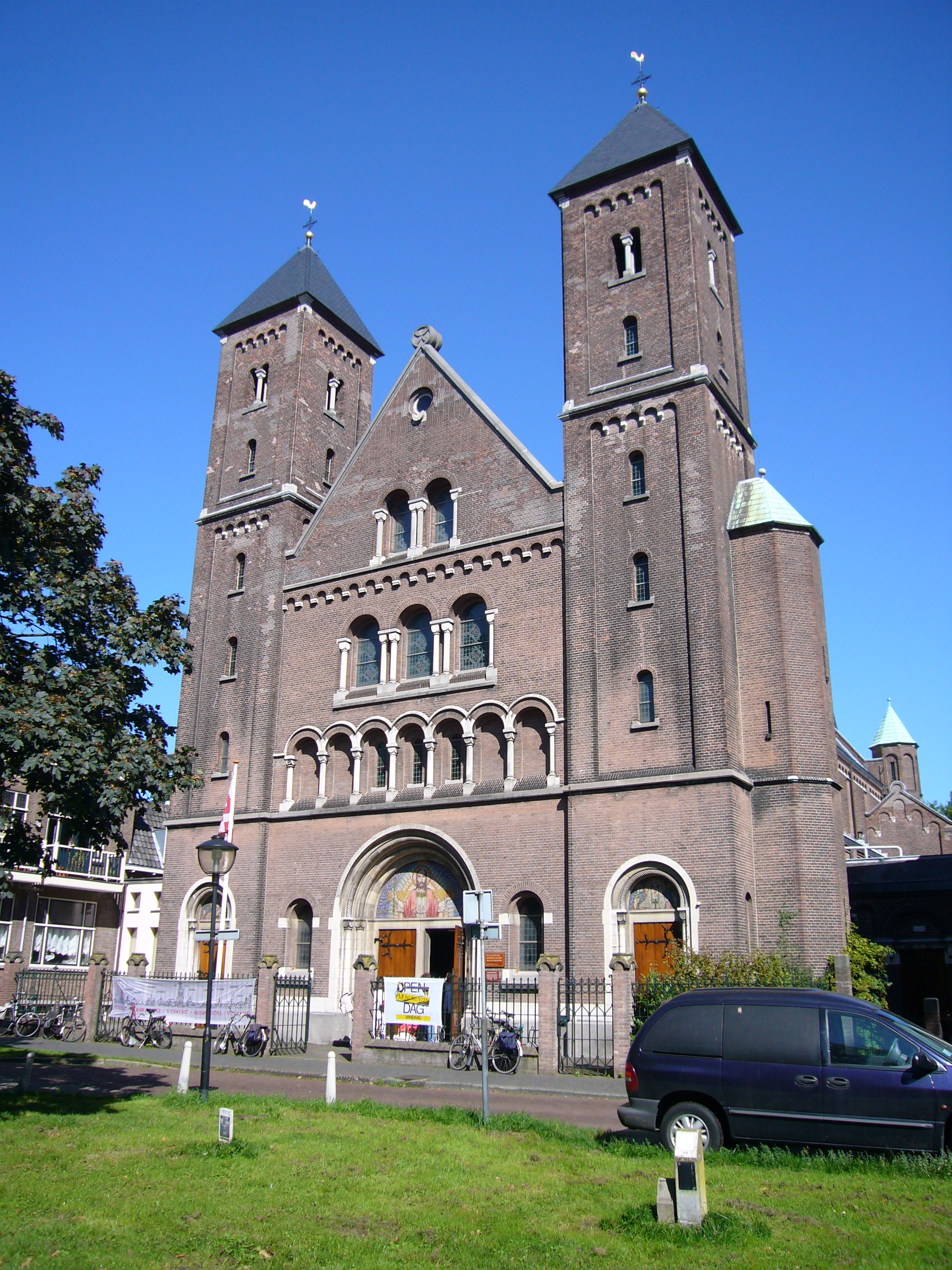
位於荷蘭烏特勒支的聖日多達主教座堂（Sint-Gertrudiskathedraal），為舊天主教會烏特勒支總教區的教座所在，同時為所有舊天主教會的母堂。

- Union of Utrecht of The Old Catholic Churches
- Old-Catholic Church of the Netherlands （页面存档备份，存于）
- Catholic Diocese of the Old Catholics in Germany
- Old-Catholic Church of Switzerland
- Old-Catholic Church of Austria （页面存档备份，存于）
- Old-Catholic Church of the Czech Republic （页面存档备份，存于）
- Polish-Catholic Church of Poland （页面存档备份，存于）
- British Old Catholic Church （页面存档备份，存于）
- Apostolic Catholic and Spiritual Church

### 其它連結
- （中文） 老公會 大英簡明百科[永久]
- Conference of North American Old Catholic Bishops
- Old Catholic Communion of North America （页面存档备份，存于）
- Table of the Old Catholic Apostolic Succession
- Catholic Encyclopedia on the Old Catholics (Döllingerites) （页面存档备份，存于）
- Holy Cross Old Catholic Monastery
- Ecclesia Apostolica Jesu Christi （页面存档备份，存于）
- Kerkgemeenschap van de Goede Herder （页面存档备份，存于）